# 明智町立吉田小学校阿妻分校
明智町立吉田小学校阿妻分校（あけちちょうりつ　よしだしょうがっこう　あづまぶんこう）は、かつて岐阜県恵那郡明智町（現・恵那市）に存在した公立小学校の分校。

## 概要
- 吉田小学校[注釈 2]の分校であった。校区は明智町阿妻（旧・吉田村大字阿妻）であった。1956年時点の児童数は32名。

## 沿革
- 1873年（明治6年） - 阿妻村の児童は恵那郡吉良見村の鴻鱗学校へ通学する。
- 1875年（明治8年）頃 - 各村に独自に学校の建設の動きがおきる。開校時期は不明だが、阿妻村ににも学校が出来る。
- 1882年（明治15年） - この頃の校名は阿妻学校。
- 1886年（明治19年） - 阿妻簡易科小学校に改称する。
- 1890年（明治26年） - 阿妻尋常小学校に改称する。
- 1897年（明治30年）4月1日 - 阿妻村、大田村、吉良見村、大泉村が合併し、吉田村が発足。
- 1898年（明治31年） - 吉田村内の小学校（吉良見尋常小学校、阿妻尋常小学校、大田尋常小学校、大泉尋常小学校）が合併し、吉田尋常小学校となる。阿妻尋常小学校は廃校。
- 1902年（明治35年） - 吉田尋常高等小学校阿妻分教場の設置が認可され、開校。
- 1941年（昭和16年） - 吉田国民学校阿妻分教場に改称する。
- 1947年（昭和22年） - 吉田村立吉田小学校阿妻分校に改称する。1～4年生が通学する。
- 1952年（昭和27年） - 吉田村が陶町吉田村組合立陶中学校から離脱。吉田村立吉田小学校は中学校併設校となり、吉田村立吉田小中学校となる。阿妻分校は中学校を併設せず、吉田小学校阿妻分校のままとする。
- 1955年（昭和30年）10月5日 - 吉田村が恵那郡明智町に編入される。同時に明智町立吉田小学校阿妻分校に改称する。
- 1958年（昭和33年） - 廃校。